# Чёрный обед
Чёрный обед (англ. Black Dinner) — историческое событие, произошедшее в 1440 году в Эдинбурге.
Королевская династия Шотландии (точнее, регенты при малолетнем короле Якове II — Уильям Крайтон и граф Эвондейл) противостояла клану чёрных Дугласов. В целях заключения мира 16-летний граф Уильям Дуглас (вместе с младшим братом) был приглашён на пир в Эдинбург. В конце начали бить в одинокий барабан, и слуги внесли закрытое блюдо с головой чёрного быка — символом скорой смерти, — поставили перед графом Дугласом и открыли. Затем Дугласов выволокли во двор и обезглавили.
Послужил прообразом Красной Свадьбы в фэнтези-цикле Джорджа Мартина «Песнь Льда и Огня», описанной в книге «Буря мечей», и в эпизоде телесериала «Игра престолов» («Рейны из Кастамере»).